# Liste des commanderies templières dans les Pouilles

Blason des Pouilles

| Cette liste recense les anciennes commanderies et maisons de l'ordre du Temple dans les Pouilles, en Italie. |

## Histoire et faits marquants
Aux XIIe et XIIIe siècles, la région des Pouilles faisait partie du royaume de Sicile fondé en 1130.
La présence des Templiers fut importante dans les régions du sud de l'Italie, et en particulier dans les Pouilles, pour la position stratégique occupée par cette région, carrefour entre l'Orient et l'Occident. Les Pouilles faisaient partie des sept premières provinces de l'ordre. Parmi les dignitaires responsables de cette province, deux d'entre eux accédèrent à la fonction de maître de l'ordre, Armand de Périgord et Guillaume de Beaujeu.
L'expansion des Templiers en Italie est due à deux raisons principales: la viabilité des terres et la possibilité d'utiliser les ports, en particulier ceux de la côte des Pouilles (Manfredonia, Barletta, Trani, Molfetta, Bari, Brindisi), pour l'embarquement (et le retour) des pèlerins et des Croisés vers la Terre Sainte, ainsi que la fourniture et la livraison de vivres aux garnisons des Templiers en Outremer.
Le 15 mai 1310, dans la ville de Brindisi débute le plus important procès de l'ordre du Temple dans le royaume de Sicile, à ce moment-là dominé par Robert d'Anjou, roi de Naples, qui était également le fils de Charles II d'Anjou, cousin de Philippe le Bel, roi de France. Le procès eut lieu dans une salle du château Svevo (it), alors qu'il est parfois situé à tort dans une salle attenante à l'église Santa Maria del Casale (it), qui ne servit en fait que de bibliothèque pour les pièces du procès. Les templiers en attente de jugement étaient quant à eux détenus dans les cachots des châteaux du royaume (comme dans le Château de Barletta).

## Possessions templières

### Province de FoggiaetProvince de Barletta-Andria-Trani
Cette région était appelée au Moyen Âge Capitanata. Les commanderies et maisons du Temple étaient principalement consacrées à la culture et à la récolte des céréales et des légumineux, expédiés vers la Terre Sainte. Les possessions templières ont été saisies par ordre de Frédéric II de Hohenstaufen, qui en fit dresser un inventaire.
* château ⇒ CH, baillie (Commanderie principale) ⇒ B, Commanderie ⇒ C, Hospice ⇒ H, 
 Maison du Temple aux ordres d'un précepteur ⇒ M,  = Église (rang inconnu)
| Rang | Etablissement                       | Ville actuelle (ou à proximité)                                    | Observations | Début présence templière |
| ---- | ----------------------------------- | ------------------------------------------------------------------ | --- | ------------------------ |
| B    | Casa templare di Barletta           | Barletta                                                           | commanderie portuaire et Chef-lieu de la province des Pouilles au XIIIe siècle Possessions notables: L'Église Sainte-Marie-Madeleine, aujourd'hui détruite, et l'église Saint-Léonard | 1158                     |
| M    | Canne (Santa Maria de Salinis)      | À proximité de San Ferdinando di Puglia ou de Margherita di Savoia | Localisation incertaine, |                          |
| M    | Minervino                           | Minervino Murge                                                    | [ 5 ] | acte de vente 1169       |
| C    | San Leonardo d'Andria               | Andria                                                             | Confisquée vers 1228/29 par Frédéric II du Saint-Empire, devenue une possession de l'ordre Teutonique                                                                                 | 1196                     |
|      | San Agostino d'Andria               | Andria                                                             | |                          |
| C    | Spinazzola                          | Spinazzola                                                         | + 2 églises San Benedetto « de Nuce » et San Giovanni al castello (San Cesario di Lecce),                                                                                             | 1137                     |
| C    | Ognissanti del Tempio di Trani (it) | Trani                                                              | Commanderie portuaire, | 1143 ?                   |
| M    | Santa Maria in Bulgano (ou Vulgano) | Alberona                                                           | don de Conrad, comte de Molise. Comprenait également le hameau de Serritella |                          |
| ?    | Lucera                              | Lucera                                                             | Ferme di Casanova, Santa Lucia de Rivomortuo et Machia Pentaricia |                          |
| M    | Santa Maria della Serritella        | Volturino                                                          | l'église existe toujours (lieu de procession dit della Madonna di Serritella), elle dépendait de la maison voisine de Alberona,                                                       |                          |
| C    | Foggia                              | Foggia                                                             | église San Giovanni del Tempio, incendiée en 1212, église di Sant’Arcangelo à Bersentino (ou Versentino), église di Santa Maria à Lama Ciprandi                                       | entre 1191 et 1198       |
| C    | Salpi                               | Trinitapoli                                                        | église de Santa Maria de Charitate; ferme “Terra Sipontina” | 1196                     |
| C    | San Severo                          | San Severo                                                         | don de Boniface VIII | 1295                     |
| C    | Monastero di San Pietro             | Torremaggiore                                                      | ancien monastère Bénédictin. Don complémentaire de Boniface VIII en 1295: église Sant'Andrea de Scarsia Rivalis                                                                       | 1288                     |

| Localisation dans les Pouilles Provinces de Foggia et de Barletta-Andria-Trani (Liens vers les articles correspondants)                                         |
| --- |
| \| Molise Campanie Basilicate Calabre Barletta Minervino Andria Spinazzola Trani Bulgano Serritella Foggia Salpi San Severo Monastero · di San Pietro Lucera \| |
| Molise Campanie Basilicate Calabre Barletta Minervino Andria Spinazzola Trani Bulgano Serritella Foggia Salpi San Severo Monastero · di San Pietro Lucera       |

#### Possessions douteuses ou à confirmer
Ci-dessous une liste de biens dans la province de Capitanata, pour lesquels l'appartenance aux templiers n'est pas étayée par des preuves historiques:
- Fiorentino
- Manfredonia
- Monte Sant'Angelo
- Siponto: église Santa Maria Maggiore
- Troia[17], [N 6]

### Province de Bari
Appelée terre de Bari, ce territoire correspondait à partir du XIIIe siècle à une subdivision administrative du royaume de Sicile appelée « giustizierato » et qui était administrée par un bourreau.
* château ⇒ CH, baillie (Commanderie principale) ⇒ B, Commanderie ⇒ C, Hospice ⇒ H, 
 Maison du Temple aux ordres d'un précepteur ⇒ M,  = Église (rang inconnu)
| Rang | Établissement                  | Ville actuelle (ou à proximité)                                    | Observations | Début présence templière |
| ---- | ------------------------------ | ------------------------------------------------------------------ | --- | ------------------------ |
| M    | Canne (Santa Maria de Salinis) | À proximité de San Ferdinando di Puglia ou de Margherita di Savoia | Localisation incertaine,                                                                                                   |                          |
| M    | Ruvo                           | Ruvo di Puglia                                                     | L'hypothèse qu'il s'agisse du sanctuaire Santa Maria di Calentano (it) est infirmée par les publications les plus récentes | 1204 ?                   |
| C    | San Clemente di Bari           | Bari                                                               | | 1190                     |
| M +  | San Giorgio da Gravina         | Gravina                                                            | [ 20 ] | 1272 ?                   |
| C    | San Nicola                     | Molfetta                                                           | Maison qui semble dépendante de celle de Ruvo di Puglia avant de devenir une commanderie importante au XIIIe siècle ,      | 1148                     |
|      | San Pietro                     | Giovinazzo                                                         | , | ?                        |
| Ch   | Castello del Garagnone         | Poggiorsini                                                        | aussi appelé castello di Guarascone                                                                                        | 1197                     |
| M +  | Santa Maria de Muro            | Terlizzi, lieu-dit « Sovereto »                                    | Exploitation d'un vignoble et d'une oliveraie Pourrait être d'origine hospitalière et non templière.                       | avant 1279               |

| Localisation dans les Pouilles Province de Bari (Liens vers les articles correspondants)                                                                       |
| --- |
| \| Molise Campanie Basilicate Calabre S. Clemente di Bari Ruvo di Puglia S. Giorgio da Gravina S. Maria de Muro San Nicola de Molfetta San Pietro Garagnone \| |
| Molise Campanie Basilicate Calabre S. Clemente di Bari Ruvo di Puglia S. Giorgio da Gravina S. Maria de Muro San Nicola de Molfetta San Pietro Garagnone       |

#### Possessions douteuses ou à confirmer
Ci-dessous une liste de biens dans la province de Bari, pour lesquels l'appartenance aux templiers n'est pas étayée par des preuves historiques. Il peut s'agir de légendes locales ou d'assertions non confirmées:
- L'église Templo de San Vito à Corato, qui a appartenu aux hospitaliers jusqu'en 1600[22],[N 12]

### Provinces deBrindisi, deLecceet deTarente
Cette région était désignée au Moyen Âge sous le nom de Terre d'Otrante. Les possessions des Templiers dans cette province du sud des Pouille ont été très limitées, sans doute à cause des possibilités médiocres de développement agricole, et du manque de ressources en eau. Exception faite des ports de Brindisi et, dans une moindre mesure, d'Otranto, plaques tournantes du transport maritime vers l'Orient.
* château ⇒ CH, baillie (Commanderie principale) ⇒ B, Commanderie ⇒ C, 
Hospice ⇒ H, Maison du Temple aux ordres d'un précepteur ⇒ M,  = Église (rang inconnu)
| Rang | Etablissement                     | Ville actuelle (ou à proximité) | Observations | Début présence templière |
| ---- | --------------------------------- | ------------------------------- | --- | ------------------------ |
| M    | Casalnuovo (Casalnovo)            | Manduria                        | , |                          |
| C    | Lecce                             | Lecce                           | Église Santa Maria del Tempio dite Santa Maria della Sanità                                                                         |                          |
| C    | Maruggio                          | Maruggio                        | Église de la Madonna della Verde. Ils possédaient également une exploitation de mines de sel, et l'église San Giovanni al castello. |                          |
| M    | Otrante                           | Otrante                         | dépendait au XIIIe siècle de la commanderie de Lecce                                                                                |                          |
| C    | Saint-Georges                     | Brindisi                        | commanderie portuaire, | 1169                     |
|      | Saint-Jean du Saint-Sépulcre (it) | Brindisi                        | 40° 38′ 20″ N, 17° 56′ 35″ E |                          |
| C    | Santa Maria Al Tempio (it)        | Oria                            | [ 28 ] |                          |

| Localisation dans les Pouilles Terre d'Otrante (Liens vers les articles correspondants)                               |
| --- |
| \| Molise Campanie Basilicate Calabre Casal- · nuovo Lecce Otrante St Georges St Jean du St Sépulcre Oria Marrugio \| |
| Molise Campanie Basilicate Calabre Casal- · nuovo Lecce Otrante St Georges St Jean du St Sépulcre Oria Marrugio       |

#### Possessions douteuses ou à confirmer
- L'église Santa Maria del Tempio aujourd'hui disparue à Galatina (proche de la place Vecchia)[23],[N 14]
- L'église Santa Maria del Tempio à Tricase mais hormis le nom, aucune preuve ne permet d'étayer cette hypothèse[23].